# Lusona

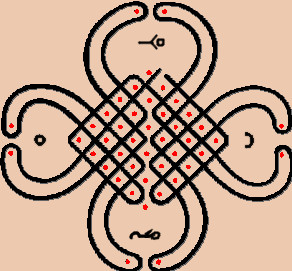
Ideograf Lusona ilustrujący historię początku świata

Lusona (liczba pojedyncza: Sona) – pismo ideograficzne znane we wschodniej Angoli, północno-zachodniej Zambii i przyległych obszarach Demokratycznej Republiki Konga, praktykowane głównie przez ludność Chokwe i Luchazi. Wykorzystywane jest jako mnemotechniczny zapis przysłów, bajek, gier, zagadek oraz ogólnej wiedzy.
Tradycja w 2023 roku została wpisana na listę reprezentatywną niematerialnego dziedzictwa ludzkości.